# Pachydissus grossepunctatus
Pachydissus grossepunctatus là một loài bọ cánh cứng trong họ Cerambycidae.